# WWE NXT 태그팀 챔피언십
WWE NXT 태그팀 챔피언십(WWE NXT Tag Team Championship) 은 WWE의 챔피언십이다.
2012년 WWE의 루키 육성 프로젝트 NXT 시즌6에서 신설된 타이틀로, WWE 러와 스맥다운의 선수들과 NXT의 루키들에게 기회를 주기 위해 신설되었다.
2013년 1월 31일 녹화에서 진행된 토너먼트 결승전에서 브리티쉬 앰비션(아드리안 네빌 & 올리버 그레이)가 초대 챔피언에 등극한다.

## 역대 타이틀 명칭
| 타이틀 명칭             | 연도     |
| ----------------------- | -------- |
| WWE NXT 태그팀 챔피언십 | 2013년 ~ |

## 기록들
- 초대 챔피언 : 브리티쉬 앰비션(아드리안 네빌 & 올리버 그레이)
- 최장수 챔피언 : 더 어쎈션 (릭 빅토 & 코너 오브라이언) (364일)
- 최단 기간 챔피언 : 머스태쉬 마운틴 (타일러 베이트 & 트렌트 세븐) (2일)
- 최다 챔피언 : 언디스퓨티드 에라 (3회)
- 개인 최다 챔피언 : 카일 오라일리 (3회)
- 최중량급 챔피언 : 더 오서즈 오브 페인 (아함 & 레제로) (282kg)
- 최경량급 챔피언 : 프리티 데들리 (킷 윌슨 & 엘턴 프린스)
- 최고령 챔피언 : 보비 피시 (42세)
- 최연소 챔피언 : 타일러 베이트 (21세)

## 역대 챔피언
- 브리티쉬 앰비션(아드리안 네빌 & 올리버 그레이) (초대 챔피언)
- 더 와이어트 패밀리(에릭 로완 & 루크 하퍼)
- 아드리안 네빌 & 코레이 그레이브스
- 더 어쎈션 (릭 빅토 & 코너 오브라이언)
- 루차 드래곤스 (신 카라 & 칼리스토)
- 웨슬리 블레이크 & 버디 머피
- 보드 빌런스 (에이든 잉글리쉬 & 사이먼 고치)
- 리바이벌 (대쉬 와일더 & 스캇 도슨)
- 아메리칸 알파 (채드 게이블 & 제이슨 조던)
- #DIY (조니 가가노 & 토마소 참파)
- 더 오서즈 오브 페인 (아함 & 레제로)
- SAnity (에릭 영 & 알렉산더 울프)
- 언디스퓨티드 에라 (애덤 콜 & 로데릭 스트롱 & 보비 피시 & 카일 오라일리)
- 머스태쉬 마운틴 (타일러 베이트 & 트렌트 세븐)
- 언디스퓨티드 에라 (카일 오라일리 & 로데릭 스트롱)
- 워 레이더스 (핸슨 & 로이)
- 스트리트 프로핏츠 (안젤로 도킨스 & 몬테즈 포드)
- 언디스퓨티드 에라 (카일 오라일리 & 보비 피시)
- 브로저웨이트 (맷 리들 & 피트 던)
- 임페리움 (마르셀 바텔 & 파비앙 아이흐너)
- 브리장고 (타일러 브리즈 & 판당고)
- 대니 버치 & 오니 로컨
- MSK (내쉬 카터 & 웨스 리)
- 프리티 데들리 (킷 월슨 & 엘턴 프린스)
- 크리드 브라더스 (줄리어스 크리드 & 브루터스 크리드)
- 뉴 데이 (코피 킹스턴 & 재비어 우즈)
- 갤러스 (울프갱 & 마크 코피)
- 토니 디 안젤로 & 채닝 로렌조
- 체이스 U (안드레 체이스 & 듀크 허드슨)
- 브론 브레이커 & 배런 코빈
- 프렉시엄 (네이선 프레이저 & 액시엄)
- 체이스 U (안드레 체이스 & 릿지 홀랜드)
- 행크 워커 & 탱크 레저 (현 챔피언)

## 같이 보기
- NXT
- WWE RAW 태그팀 챔피언십
- WWE 스맥다운 태그팀 챔피언십
- WWE 월드 태그팀 챔피언십
- WCW 월드 태그팀 챔피언십
- ECW 월드 태그팀 챔피언십
- TNA 월드 태그팀 챔피언십
- RoH 월드 태그팀 챔피언십
- GFW 월드 태그팀 챔피언십